# Hidaella
Hidaella es un género de foraminífero bentónico de la subfamilia Fusulininae, de la familia Fusulinidae, de la superfamilia Fusulinoidea, del suborden Fusulinina y del orden Fusulinida. Su especie tipo es Hidaella kameii. Su rango cronoestratigráfico abarca el Moscoviense superior (Carbonífero superior).

## Discusión
Clasificaciones más recientes incluyen Hidaella en la subclase Fusulinana de la clase Fusulinata.

## Clasificación
Hidaella incluye a las siguientes especies:
- Hidaella kameii †
- Hidaella nalonensis †